# Beth Potter
Pour les articles homonymes, voir Potter.
Beth Potter née le 27 décembre 1991 à  Glasgow est une triathlète et une coureuse de fond britannique, championne du monde de triathlon courte distance en 2023. Médaillée de bronze au Jeux Olympiques de Paris en 2024.

## Biographie
Beth Potter est qualifiée pour les Jeux olympiques de Rio de Janeiro en 2016 en athlétisme et arrive 34e sur l’épreuve du 10 000 mètres. 
Elle est professeure de physique et pratique la course de fond avant d'abandonner pour se consacrer au triathlon en 2017.
Elle remporte son premier titre international en triathlon lors des championnats d'Europe de triathlon courte distance en 2019. 
En septembre 2023, elle est championne du monde de triathlon après avoir remporté la finale en Espagne.

## Palmarès
Les tableaux présentent les résultats les plus significatifs (podium) obtenus sur le circuit international de triathlon depuis 2017.
| Année | Compétition                                  | Pays         | Position           | Temps           |
| ----- | -------------------------------------------- | ------------ | ------------------ | --------------- |
| 2024  | Championnats du monde - Classement général   |              | Médaille d'argent  | 3 792 points    |
| 2024  | WTCS Torremolinos                            | Espagne      | Médaille d'argent  | 1 h 57 min 22 s |
| 2024  | WTCS Weihai                                  | Chine        | Médaille d'argent  | 2 h 4 min 59 s  |
| 2024  | Jeux olympiques de Paris                     | France       | Médaille de bronze | 1 h 55 min 10 s |
| 2023  | Championnats du monde - Classement général   |              | Médaille d'or      | 4 559 points    |
| 2023  | WTCS Pontevedra                              | Espagne      | Médaille d'or      | 1 h 53 min 19 s |
| 2023  | Test Events Paris                            | France       | Médaille d'or      | 1 h 51 min 40 s |
| 2023  | Championnats du monde de triathlon sprint    | Allemagne    | Médaille d'argent  | 21 min 45 s     |
| 2023  | WTCS Montreal                                | Canada       | Médaille d'or      | 58 min 10 s     |
| 2023  | WTCS Abou Dabi                               | Abou Dabi    | Médaille d'or      | 57 min 56 s     |
| 2023  | WTCS Hambourg                                | Allemagne    | Médaille d'argent  | 21 min 45 s     |
| 2023  | WTCS Hambourg - relais mixte                 | Allemagne    | Médaille d'argent  | 1 h 27 min 16 s |
| 2022  | WTCS Bermudes                                | Bermudes     | Médaille de bronze | 2 h 3 min 17 s  |
| 2022  | WTCS Hambourg                                | Allemagne    | Médaille d'argent  | 58 min 43 s     |
| 2022  | Championnats du monde de triathlon sprint    | Canada       | Médaille de bronze | 24 min 15 s     |
| 2022  | Coupe du monde - l'étape sprint de Quarteira | Portugal     | Médaille d'or      | 1 h 58 min 56 s |
| 2022  | Jeux du Commonwealth                         | Royaume-Uni  | Médaille de bronze | 56 min 25 s     |
| 2021  | Coupe du monde - l'étape sprint de Tongyeong | Corée du Sud | Médaille d'or      | 58 min 8 s      |
| 2021  | Coupe du monde - l'étape sprint d'Haeundae   | Corée du Sud | Médaille d'or      | 56 min 25 s     |
| 2020  | Coupe du monde - l'étape sprint d'Arzachena  | Italie       | Médaille d'argent  | 1 h 2 min 5 s   |
| 2020  | Coupe du monde - l'étape sprint de Valence   | Espagne      | Médaille d'or      | 0 h 56 min 35 s |
| 2019  | Championnats d'Europe de triathlon           | Pays-Bas     | Médaille d'or      | 1 h 45 min 44 s |
| 2018  | Coupe du monde - l'étape sprint d'Anvers     | Belgique     | Médaille d'argent  | 1 h 3 min 11 s  |
| 2017  | Coupe d'Europe - l'étape sprint de Funchal   | Portugal     | Médaille d'or      | 1 h 1 min 36 s  |

| Année | Nombres | Étapes                                    |
| ----- | ------- | ----------------------------------------- |
| 2023  | 1       | Londres (+ Arena Games Londres et Munich) |
| 2022  |         | (+ Arena Games Londres)                   |
| Total | 1       |                                           |